# Deidre Holland
Deidre Holland (Amersfoort, 27 febbraio 1966) è un'ex attrice pornografica olandese.

## Biografia
Deidre Holland ha debuttato nel mondo del cinema per adulti nel 1989, all'età di 23 anni, con il film Play Me per Vivid Entertainment e da allora ha girato 118 film. Nei film ha usato anche lo pseudonimo Diedre Holland. Pur avendo ottenuto un contratto con la Vivid, ha lavorato anche con VCA Pictures, Marlowe Sales, Las Vegas Video, Adam & Eve, Arrow Productions, Caballero, Sin City, Sunshine, Heatwave, Leisure Time, K-Beech o Wicked Pictures e altre.
Nel 1991 ha ottenuto il suo primo AVN come miglior attrice non protagonista per Veil. Due anni più tardi ottiene il suo secondo AVN per la miglior scena tra solo ragazze per Chameleons: Not the Sequel insieme ad Ashlyn Gere.
Alla fine del 1995 ha annunciato il suo ritiro e quattro anni più tardi è stata inserita nella Hall of Fame dagli AVN Award.

## Riconoscimenti
- AVN Awards
  - 1991 – Best Supporting Actress (film) per Veil[7]
  - 1993 – Best All-Girl Sex Scene (film) per Chameleons: Not the Sequel con Ashlyn Gere[7]
  - 1999 - Hall of Fame[8]
- XRCO Award
  - 1992 – Underrated, Often Overlooked, But Always Hot a pari merito con Bionca, Selena Steele e Tianna[9]
  - 1993 – Best Girl-Girl Scene per Chameleons: Not the Sequel con Ashlyn Gere[10]

## Filmografia
- Aussie Vice (1989)
- Bushwhackers (1989)
- Dick Tracer (1989)
- Down Under (1989)
- Masterpiece (1989)
- Phone Sex Girls Australia (1989)
- Play Me (1989)
- True Blue (1989)
- Australian Connection (1990)
- Beat the Heat (1990)
- Behind Closed Doors (1990)
- Best of Deidre Holland (1990)
- Best of Kelly Blue (1990)
- Diedra in Danger (1990)
- Images Of Desire (1990)
- Lusty Dusty (1990)
- Rockin' the Boat (1990)
- Veil (1990)
- Where the Boys Aren't 2 (1990)
- Best of Alice Springs 1 (1991)
- City of Sin 1 (1991)
- Deception (1991)
- Killer Looks (1991)
- Maddams Family (1991)
- Raunch 4 (1991)
- Rebel (1991)
- Sposa Rotta in Culo (1991)
- Starlet (1991)
- Two Girls for Every Guy 1 (1991)
- Better Sex Video Series 1 (1992)
- Beverly Hills 90269 (1992)
- Busted (1992)
- Chameleons (1992)
- Forever Yours (1992)
- Franky And Joannie (1992)
- Hidden Obsessions (1992)
- Hot Sweet And Sticky (1992)
- I'm Too Sexy (1992)
- Lez Go Crazy (1992)
- Mind Trips (1992)
- Only the Best of the 80's (1992)
- Princess Orgasma And The Magic Bed (1992)
- Pussy Called Wanda (1992)
- Shaved And Dangerous (1992)
- Sin City (1992)
- Student Nurses (1992)
- Three Musketeers 1 (1992)
- Three Musketeers 2 (1992)
- True Legends of Adult Cinema: The Erotic 80's (1992)
- Wet Sex 2 (1992)
- Wet Sex 3 (1992)
- Wishful Thinking (1992)
- Wrapped Up (1992)
- X-Rated Blondes (1992)
- Adult Video News Awards 1993 (1993)
- Bigger They Come (1993)
- Blonde and the Beautiful 1 (1993)
- Blonde and the Beautiful 2 (1993)
- Blonde Ice 2 (1993)
- Deep Inside Deidre Holland (1993)
- Deep Throat 6 (1993)
- Endangered (1993)
- Everybody's Playmate (1993)
- Foreign Affairs (1993)
- Full Throttle Girls 1 (1993)
- Girls' Club (1993)
- Good The Bad And The Snuggly (1993)
- Love In The Great Outdoors: Deidre Holland (1993)
- Midsummer Love Story (1993)
- Night And Day 1 (1993)
- Only the Very Best on Film (1993)
- Private Love Affair (1993)
- Pussy Called Wanda 2 (1993)
- Rhapsody (1993)
- Selen in Heat (1993)
- Selen the Perfect Lover (1993)
- Sensual Exposure (1993)
- Serpent's Dream (1993)
- Surrogate Lover (1993)
- Things Change 1 (1993)
- Things Change 2 (1993)
- True Legends of Adult Cinema: The Cult Superstars (1993)
- Unrefined (1993)
- Uptown Girl (1993)
- Voices In My Bed (1993)
- Wet and Wild Ones (1993)
- Women (1993)
- WPINK TV 4 (1993)
- WPINK TV 5 (1993)
- Adult Video News Awards 1994 (1994)
- Bad Habits (1994)
- Bloopers (1994)
- Blue Bayou (1994)
- Deep Inside Deidre Holland (1994)
- Dirty Doc's Lesbi' Friends 3 (1994)
- Dirty Doc's Lesbi' Friends 5 (1994)
- Dirty Doc's Lesbi' Friends 9 (1994)
- Elements of Desire (1994)
- Let's Party (1994)
- Malcolm Meadows, P.I. (1994)
- Sex 1 (1994)
- Tantric Guide To Sexual Potency (1994)
- Totally Naked (1994)
- Double Crossed (1995)
- Sex 2 Fate (1995)
- Tramps (1996)
- Sextasy 9: Eager Beavers (1998)
- Best of the Vivid Girls 30 (2000)
- Fuck Cuts - The 90's (2009)
- Super Stud Spectacular: Tom Byron (2012)